# أرسيني
أرسينيون (Αρσένιον) هي مدينة في بيلا في مقاطعة فوريا إلادا في اليونان.
يبلغ عدد سكانها حوالي 1328 نسمة.